# Kazimir Vagner
Kazimir Vagner, cyr. Казимир Вагнер też jako: Kazimierz Wagner (ur. 19 lutego 1892 w Złoczowie, zm. 10 października 1967 w Belgradzie) – serbski i jugosłowiański lekarz wojskowy, pochodzenia rosyjsko-polskiego.

## Dzieciństwo i młodość
Był synem oficera kawalerii armii carskiej Leopolda Wagnera i Zofii z d. Daszkiewicz. Po rewolucji październikowej w Rosji przeniósł się wraz z rodziną do Królestwa SHS. Uczył się w Kosowskiej Mitrowicy i w Prisztinie, maturę uzyskał w gimnazjum w Zagrzebiu, a następnie osiadł w Belgradzie. W 1939 ukończył studia medyczne w Belgradzie i jako chirurg wojskowy w stopniu porucznika pracował w Głównym Szpitalu Wojskowym. Po inwazji niemieckiej na Jugosławię w kwietniu 1941 przez pięć dni i nocy operował ofiary wojny. Po zajęciu Belgradu przez Niemców trafił początkowo do Sarajewa, a stamtąd do obozu jenieckiego w Norymberdze. Uwolniony pod koniec 1941, powrócił do Belgradu i pracował jako lekarz w Zemunie. W 1944 związał się z ruchem oporu. W latach 1946-1948 był jedynym zawodowym lekarzem w Jajcach. W 1970 przeszedł na emeryturę w stopniu pułkownika.
Był żonaty (żona Michaela Polgar).